# Bo Lundgren
Bo Axel Magnus Lundgren (født 11. juli 1947 i Kristianstad, Skåne län) er en svensk politiker, civiløkonomi uddannet ved Lunds universitet 1972, rigsdagsmedlem 1976–2004, vicefinansminister og skatteminister 1991–94, partileder for Moderata samlingspartiet 1999–2003, rigsgældsdirektør og chef for Rigsgældskontoret 2004–2013.
På baggrund af det dårlige valgresultat ved valget i 2002 blev Lundgren tvunget til at gå af som partileder. Han forlod samtidigt sin plads i Rigsdagen i 2004.